# Witte Adelaars

Embleem van de Witte Adelaars
Er staat geschreven:
Beli orlovi I desantni battalion

De Witte Adelaars of Beli orlovi (Servisch: Бели орлови), ook bekend als de Wrekers (Servisch: Осветници, Osvetnici), was een Servische paramilitaire groep tussen 1991 en 1995 die in verband stond met de Servische Nationale Vernieuwing (later de Servische Radicale Partij). Het verband wordt echter ontkend door de leider van de Servische Radicale Partij, Vojislav Šešelj. De Witte Adelaars vochten in de Kroatische Onafhankelijkheidsoorlog en de Bosnische Oorlog en ze waren verantwoordelijk voor een aantal gruwelijkheden tijdens deze oorlogen, waaronder het Bloedbad van Voćin.
De naam witte adelaars verwijst naar het nationale symbool van Servië, de tweehoofdige witte adelaar onder een kroon. De naam komt voort uit de anti-communistische organisatie die gevormd werd tijdens de Tweede Wereldoorlog en guerrilla-acties bleef uitvoeren tegen de regering van Tito toen de oorlog was afgelopen.
Deze nieuwe Witte Adelaars werden gevormd rond 1991/92 door Dragoslav Bokan en Mirko Jović. Šešelj gaf aan dat de groep door Jović was gestart en dat Jović de controle erover verloor.
Sloveense Oorlog (1991) · Kroatische Oorlog (1991-95) · Bosnische Burgeroorlog (1992-95) · Kroatisch-Bosniakse Oorlog (1992-94) · Kosovo-oorlog (1998-99) · Operatie Allied Force (1999) · Conflict in de Preševo-vallei (2001) · Macedonisch conflict (2001)